# Dorcadion drusum
Dorcadion drusum là một loài bọ cánh cứng trong họ Cerambycidae.